# Saison 1998 de l'équipe cycliste Casino
La saison 1998 de l'équipe cycliste Casino est la septième de cette équipe, lancée en 1992 et dirigée par Vincent Lavenu. En tant qu'équipe de première division, elle participe aux courses de la Coupe du monde de cyclisme sur route 1998 et aux principales courses du calendrier cycliste.

## Préparation de la saison 1998

### Sponsors et financement de l'équipe
L'équipe Casino est une structure dépendant de la société France Cyclisme dirigée par Vincent Lavenu depuis sa création en 1992.

### Arrivées et départs
| Arrivées             | Équipe 1997                                                  |
| -------------------- | ------------------------------------------------------------ |
| Gilles Bouvard       | Festina                                                      |
| Bo Hamburger         | TVM-Farm Frites                                              |
| Christophe Oriol     | CC Étupes/Casino-C'est votre équipe (stagiaire)              |
| Alexandre Vinokourov | EC Saint-Étienne Loire/Casino-C'est votre équipe (stagiaire) |

| Départs            | Équipe 1998 |
| ------------------ | ----------- |
| Philippe Bordenave |             |
| Dominique Bozzi    |             |
| Frédéric Pontier   |             |

## Coureurs et encadrement technique

### Effectif
L'effectif de l'équipe Casino pendant la saison 1998 est composé de 22 coureurs dont onze Français, trois Italiens, deux Estoniens, deux Suisses, un Belge, un Danois, un Kazakh et un Lituanien. Trois coureurs rejoignent l'équipe en tant que stagiaire : les Français Andy Flickinger et Franck Pencolé ainsi que le Kazakh Andrey Mizourov.
| Cycliste             | Date de naissance | Nationalité | Équipe 1997                                                  |
| -------------------- | ----------------- | ----------- | ------------------------------------------------------------ |
| Christophe Agnolutto | 6 décembre 1969   | France      | Casino-C'est votre équipe                                    |
| Lauri Aus            | 4 novembre 1970   | Estonie     | Casino-C'est votre équipe                                    |
| Stéphane Barthe      | 5 décembre 1972   | France      | Casino-C'est votre équipe                                    |
| Frédéric Bessy       | 9 janvier 1972    | France      | Casino-C'est votre équipe                                    |
| Gilles Bouvard       | 30 octobre 1969   | France      | Festina                                                      |
| Vincent Cali         | 22 avril 1970     | France      | Casino-C'est votre équipe                                    |
| Pascal Chanteur      | 9 février 1968    | France      | Casino-C'est votre équipe                                    |
| Jacky Durand         | 10 février 1967   | France      | Casino-C'est votre équipe                                    |
| Alberto Elli         | 9 mars 1964       | Italie      | Casino-C'est votre équipe                                    |
| Fabrice Gougot       | 31 août 1971      | France      | Casino-C'est votre équipe                                    |
| Bo Hamburger         | 24 mai 1970       | Danemark    | TVM-Farm Frites                                              |
| Rolf Jaermann        | 31 janvier 1966   | Suisse      | Casino-C'est votre équipe                                    |
| Artūras Kasputis     | 26 février 1967   | Lituanie    | Casino-C'est votre équipe                                    |
| Jaan Kirsipuu        | 17 juillet 1969   | Estonie     | Casino-C'est votre équipe                                    |
| David Lefèvre        | 9 avril 1972      | France      | Casino-C'est votre équipe                                    |
| Rodolfo Massi        | 17 septembre 1965 | Italie      | Casino-C'est votre équipe                                    |
| Christophe Oriol     | 28 février 1973   | France      | CC Étupes/Casino-C'est votre équipe (stagiaire)              |
| Pascal Richard       | 16 mars 1964      | Suisse      | Casino-C'est votre équipe                                    |
| Marco Saligari       | 18 mai 1965       | Italie      | Casino-C'est votre équipe                                    |
| Benoît Salmon        | 9 mai 1974        | France      | Lotto-Isoglass                                               |
| Marc Streel          | 12 août 1971      | Belgique    | Casino-C'est votre équipe                                    |
| Alexandre Vinokourov | 16 septembre 1973 | Kazakhstan  | EC Saint-Étienne Loire/Casino-C'est votre équipe (stagiaire) |
| Stagiaire            | Date de naissance | Nationalité | Équipe 1998                                                  |
| Andy Flickinger      | 4 novembre 1978   | France      |                                                              |
| Andrey Mizourov      | 16 mars 1973      | Kazakhstan  |                                                              |
| Franck Pencolé       | 6 novembre 1976   | France      |                                                              |

### Encadrement
Casino est dirigée par Vincent Lavenu. Celui-ci, coureur professionnel de 1983 à 1991, est aux commandes depuis 1992 et la création de l'équipe qui portait alors le nom du sponsor Chazal, devenue à partir de 1996 Casino,. Deux directeurs sportifs mènent les coureurs : Laurent Biondi et Gilles Mas. Laurent Biondi, après deux dernières années comme coureur professionnel dans l'équipe Chazal dirigée par Lavenu, devient directeur sportif dans cette même formation en 1994. Gilles Mas intègre le poste de directeur sportif de Casino en 1997 après avoir exercé ce poste durant l'année d'existence de la formation Agrigel-La Creuse en 1996.

## Bilan de la saison

### Victoires
| Date       | Course                                                  | Pays       | Classe | Vainqueur            |
| ---------- | ------------------------------------------------------- | ---------- | ------ | -------------------- |
| 03/02/1998 | Grand Prix d'ouverture La Marseillaise                  | France     | 1.4    | Marco Saligari       |
| 03/02/1998 | 5e étape de l'Étoile de Bessèges                        | France     | 2.4    | Jaan Kirsipuu        |
| 15/02/1998 | Classement général du Tour méditerranéen                | France     | 2.3    | Rodolfo Massi        |
| 17/02/1998 | Trofeo Laigueglia                                       | Italie     | 1.4    | Pascal Chanteur      |
| 22/02/1998 | Classic Haribo                                          | France     | 1.3    | Lauri Aus            |
| 25/02/1998 | 2e étape du Tour de Calabre                             | Italie     | 2.3    | Rodolfo Massi        |
| 25/02/1998 | 2e étape du Tour de la Communauté valencienne           | Espagne    | 2.3    | Bo Hamburger         |
| 26/02/1998 | Classement général du Tour de Calabre                   | Italie     | 2.3    | Rodolfo Massi        |
| 28/02/1998 | Classement général du Tour de la Communauté valencienne | Espagne    | 2.3    | Pascal Chanteur      |
| 06/03/1998 | 3e étape du Tour de Murcie                              | Espagne    | 2.3    | Alberto Elli         |
| 08/03/1998 | 5e étape du Tour de Murcie                              | Espagne    | 2.3    | Alberto Elli         |
| 08/03/1998 | Classement général du Tour de Murcie                    | Espagne    | 2.3    | Alberto Elli         |
| 18/03/1998 | Classement général de Tirreno-Adriatico                 | Italie     | HC     | Rolf Jaermann        |
| 22/03/1998 | Cholet-Pays de Loire                                    | France     | 1.2    | Jaan Kirsipuu        |
| 23/03/1998 | 1re étape de la Semaine catalane                        | Espagne    | 2.1    | Stéphane Barthe      |
| 24/03/1998 | 2e étape de la Semaine catalane                         | Espagne    | 2.1    | Rolf Jaermann        |
| 29/03/1998 | 2e étape du Critérium international                     | France     | 2.2    | Rodolfo Massi        |
| 03/04/1998 | Route Adélie                                            | France     | 1.4    | Jaan Kirsipuu        |
| 05/04/1998 | Grand Prix de la ville de Rennes                        | France     | 1.4    | Pascal Chanteur      |
| 07/04/1998 | 2e étape du Tour du Pays basque                         | Espagne    | HC     | Bo Hamburger         |
| 07/04/1998 | 1re étape du Circuit de la Sarthe                       | France     | 2.4    | Jaan Kirsipuu        |
| 09/04/1998 | 4e étape du Tour du Pays basque                         | Espagne    | HC     | Alberto Elli         |
| 09/04/1998 | 3e étape du Circuit de la Sarthe                        | France     | 2.4    | Jaan Kirsipuu        |
| 10/04/1998 | 4e étape b du Circuit de la Sarthe                      | France     | 2.4    | Jaan Kirsipuu        |
| 15/04/1998 | Flèche wallonne                                         | Belgique   | 1.1    | Bo Hamburger         |
| 18/04/1998 | 4e étape du Tour du Vaucluse                            | France     | 2.5    | Benoît Salmon        |
| 19/04/1998 | Classement général du Tour du Vaucluse                  | France     | 2.5    | Benoît Salmon        |
| 23/04/1998 | Grand Prix de Denain                                    | France     | 1.3    | Jaan Kirsipuu        |
| 25/04/1998 | Amstel Gold Race                                        | Pays-Bas   | CM     | Rolf Jaermann        |
| 30/04/1998 | 4e étape du Tour du Trentin                             | Italie     | 2.2    | Pascal Richard       |
| 01/05/1998 | 4e étape du Circuit des mines                           | France     | 2.5    | Alexandre Vinokourov |
| 03/05/1998 | Classement général du Circuit des mines                 | France     | 2.5    | Alexandre Vinokourov |
| 05/05/1998 | 1re étape des Quatre Jours de Dunkerque                 | France     | 2.1    | Jaan Kirsipuu        |
| 10/05/1998 | Classement général des Quatre Jours de Dunkerque        | France     | 2.1    | Alexandre Vinokourov |
| 10/05/1998 | 5e étape du Tour de Romandie                            | Suisse     | HC     | Christophe Agnolutto |
| 16/05/1998 | 1re étape du Tour de l'Oise                             | France     | 2.2    | Lauri Aus            |
| 17/05/1998 | 2e étape du Tour de l'Oise                              | France     | 2.2    | Alexandre Vinokourov |
| 17/05/1998 | 3e étape du Tour de l'Oise                              | France     | 2.2    | Stéphane Barthe      |
| 17/05/1998 | Classement général du Tour de l'Oise                    | France     | 2.2    | Alexandre Vinokourov |
| 01/06/1998 | Grand Prix de Villers-Cotterêts                         | France     | 1.5    | Jaan Kirsipuu        |
| 12/06/1998 | 2e étape du Tour de Luxembourg                          | Luxembourg | 2.2    | Jacky Durand         |
| 29/06/1998 | 3e étape de la Route du Sud                             | France     | 2.3    | Jaan Kirsipuu        |
| 02/07/1998 | Championnat d'Estonie du contre-la-montre               | Estonie    | CN     | Jaan Kirsipuu        |
| 05/07/1998 | Championnat d'Estonie sur route                         | Estonie    | CN     | Jaan Kirsipuu        |
| 12/07/1998 | Grand Prix du Nord-Pas-de-Calais                        | France     | 1.5    | Marc Streel          |
| 19/07/1998 | 8e étape du Tour de France                              | France     | GT     | Jacky Durand         |
| 21/07/1998 | 10e étape du Tour de France                             | France     | GT     | Rodolfo Massi        |
| 03/08/1998 | 4e étape du Tour de la Région wallonne                  | Belgique   | 2.5    | Marc Streel          |
| 08/08/1998 | Prix des blés d'or                                      | France     | 1.5    | Frédéric Bessy       |
| 09/08/1998 | Prix des falaises                                       | France     | 1.5    | Vincent Cali         |
| 11/08/1998 | 1re étape du Tour du Danemark                           | Danemark   | 2.3    | Marc Streel          |
| 14/08/1998 | 4e étape b du Tour du Danemark                          | Danemark   | 2.3    | Marc Streel          |
| 15/08/1998 | Classement général du Tour du Danemark                  | Danemark   | 2.3    | Marc Streel          |
| 20/08/1998 | 3e étape du Tour du Limousin                            | France     | 2.3    | Vincent Cali         |
| 21/08/1998 | Classement général du Tour du Limousin                  | France     | 2.3    | Vincent Cali         |
| 25/08/1998 | 1re étape du Tour du Poitou-Charentes                   | France     | 2.4    | Lauri Aus            |
| 26/08/1998 | 2e étape du Tour du Poitou-Charentes                    | France     | 2.4    | Jaan Kirsipuu        |
| 28/08/1998 | 4e étape a du Tour du Poitou-Charentes                  | France     | 2.4    | Marc Streel          |
| 28/08/1998 | Classement général du Tour du Poitou-Charentes          | France     | 2.4    | Lauri Aus            |
| 07/09/1998 | 3e étape du Tour d'Espagne                              | Espagne    | GT     | Jaan Kirsipuu        |
| 11/09/1998 | 6e étape du Tour de Pologne                             | Pologne    | 2.4    | Alexandre Vinokourov |
| 12/09/1998 | 7e étape du Tour de Pologne                             | Pologne    | 2.4    | Jacky Durand         |
| 29/09/1998 | 1re étape du Tour des Pouilles                          | Italie     | 2.3    | Jaan Kirsipuu        |
| 01/10/1998 | 3e étape du Tour des Pouilles                           | Italie     | 2.3    | Jaan Kirsipuu        |
| 04/10/1998 | Paris-Tours                                             | France     | CM     | Jacky Durand         |

### Résultats sur les courses majeures
Les tableaux suivants représentent les résultats de l'équipe dans les principales courses du calendrier international (les cinq classiques majeures et les trois grands tours). Pour chaque épreuve est indiqué le meilleur coureur de l'équipe, son classement ainsi que les accessits glanés par AG2R La Mondiale sur les courses de trois semaines.

#### Classiques
| Classique            | Milan-San Remo     | Tour des Flandres  | Paris-Roubaix       | Liège-Bastogne-Liège | Tour de Lombardie   |
| -------------------- | ------------------ | ------------------ | ------------------- | -------------------- | ------------------- |
| Coureur (classement) | Alberto Elli (10e) | Alberto Elli (41e) | Jaan Kirsipuu (47e) | Rodolfo Massi (3e)   | Pascal Richard (5e) |

#### Grands tours
| Grand tour           | Tour d'Italie        | Tour de France                                                                        | Tour d'Espagne                     |
| -------------------- | -------------------- | ------------------------------------------------------------------------------------- | ---------------------------------- |
| Coureur (classement) | Fabrice Gougot (26e) | Bo Hamburger (15e)                                                                    | Fabrice Gougot (17e)               |
| Accessits            | -                    | 2 victoires d'étapes (Jacky Durand et Rodolfo Massi) et super-combatif (Jacky Durand) | 1 victoire d'étape (Jaan Kirsipuu) |

### Classement UCI
L'équipe AG2R La Mondiale termine à la deuxième place du classement UCI avec 6885 points. Au niveau individuel, le meilleur coureur de l'équipe est Alberto Elli, 19e avec 1077 points.
| Rang | Coureur              | Points |
| ---- | -------------------- | ------ |
| 19   | Alberto Elli         | 1077   |
| 21   | Bo Hamburger         | 1055   |
| 23   | Jaan Kirsipuu        | 1031   |
| 28   | Rodolfo Massi        | 935    |
| 41   | Rolf Jaermann        | 741    |
| 51   | Alexandre Vinokourov | 697    |
| 57   | Jacky Durand         | 648    |
| 68   | Lauri Aus            | 576    |
| 90   | Marc Streel          | 453    |
| 101  | Pascal Chanteur      | 415    |
| 127  | Pascal Richard       | 331    |
| 134  | Stéphane Barthe      | 313    |
| 140  | Benoît Salmon        | 296    |
| 149  | Fabrice Gougot       | 274    |
| 182  | Christophe Agnolutto | 230    |
| 200  | Gilles Bouvard       | 209    |
| 203  | Vincent Cali         | 208    |
| 219  | Artūras Kasputis     | 196    |
| 259  | Frédéric Bessy       | 159    |
| 300  | Andrey Mizourov      | 134    |
| 387  | Marco Saligari       | 89     |
| 707  | David Lefèvre        | 30     |
| 1347 | Christophe Oriol     | 5      |
| 1671 | Andy Flickinger      | 1      |